# 冯驩
馮驩（？—？），《史记》作馮驩，《戰國策》作馮諼，中國战国时期齊國大臣孟尝君的食客。

## 生平
馮驩很窮困，託人關說欲入孟尝君門下。孟嘗君問說客馮驩有何才能或特技，說客回答什麼都不會。雖然孟嘗君仍收馮驩入門下，但也因此從未召見過馮驩，張羅門客食宿的人聽說此事，也給馮驩最低等的飲食待遇。
入門一段時日後，馮驩開始在住處門口彈劍唱歌，歌詞內容為要求增加各種待遇，其他門客都認為馮驩無表現卻一堆要求，覺得馮驩厚顏無恥而對他訕笑鄙視。孟嘗君聽說後令人意外的應允馮驩所有要求，他先後求得食鱼、馬車與老母的退休金後不再唱歌。
馮驩得到自己要的待遇後開始為孟嘗君出力，自願到孟嘗君的封地薛邑（今山东省枣庄市一带）收債，還故意問孟嘗君收到錢後要順便買什麼。孟嘗君不疑有他，回答說：「覺得家中缺什麼，就買什麼。」到薛邑後，馮驩自作主張將所有當地百姓的借據全部燒掉，百姓免交欠款，歡呼「萬歲」。回來後馮驩告訴孟嘗君家中不缺任何東西，就是缺「仁義」，所以燒借據，買「仁義」，孟嘗君因收不到錢而不悅，但也未因此怪罪馮驩。
一年後，孟嘗君遭罷黜，失去齐国相位退回封地，回薛邑時受到民眾擁戴歡迎，孟嘗君才了解自己已經獲得民心，才感謝馮驩當初的用意，從此萬分信賴。後來馮驩出使遊說魏惠王拜孟嘗君為相，又使齊湣王於薛建造宗庙，馮驩以這「狡兔三窟」之計為孟嘗君構築三個避禍的方式，讓孟嘗君拜相數十年之間，未遇過什麼重大危機。

## 延伸阅读
[在维基数据编辑]
 《史記/卷075》，出自司馬遷《史記》